# Lommelands landskommun
Lommelands landskommun var en tidigare kommun i  Göteborgs och Bohus län

## Administrativ historik
Kommunen inrättades 1863 i Lommelands socken i Vette härad vid 1862 års kommunalförordningar. 
Vid kommunreformen 1952 uppgick landskommunen i Vette landskommun som 1967 uppgick i Strömstads stad som 1971 ombildades till Strömstads kommun.

## Politik

### Mandatfördelning i Lommelands landskommun 1938-1946
| 11 | 6 | 1 |

| 16 |

| 10 | 8 |

| 16 |

| 10 | 8 |

| 17 |